# Казелле-ин-Питтари
Казелле-ин-Питтари (итал. Caselle in Pittari) — коммуна в Италии, располагается в регионе Кампания, в провинции Салерно.
Население составляет 2024 человека, плотность населения составляет 46 чел./км². Занимает площадь 44 км². Почтовый индекс — 84030. Телефонный код — 0974.
Покровителем коммуны почитается святой архангел Михаил, празднование 8 мая, 29 сентября.